# Aconitum staintonii
Aconitum staintonii är en ranunkelväxtart som beskrevs av Lucien André Andrew Lauener. Aconitum staintonii ingår i släktet stormhattar, och familjen ranunkelväxter. Inga underarter finns listade i Catalogue of Life.